# Ministero degli affari esteri della Repubblica Popolare Cinese
Il Ministero degli affari esteri della Repubblica Popolare Cinese (中华人民共和国外交部部长S) è il dicastero della RPC che si occupa delle relazioni diplomatiche del Paese con gli altri Stati.